# ابانگا-بیگن (بخش)
ابانگا-بیگن (به لاتین: Abanga-Bigne) یک منطقهٔ مسکونی در گابن است که در استان مویان-اوگوئه واقع شده‌است. ابانگا-بیگن ۱۴٬۹۴۱ نفر جمعیت دارد.